# Luc (Pyrénées-Atlantiques)
Pour les articles homonymes, voir Luc.
Luc est une ancienne commune française du département des Pyrénées-Atlantiques. En 1831, la commune fusionne avec Armau pour former la nouvelle commune de Luc-Armau.

## Géographie
Le village est situé au nord-est du département et de Pau, à la frontière avec les Hautes-Pyrénées.

## Toponymie
Le toponyme Luc apparaît sous les formes 
l'espitau deu Luc (1385, censier de Béarn) et 
Lucq (1793 ou an II).
Du latin lucus, « bois, forêt », « planté ».

## Histoire
Paul Raymond note qu'en 1385, Luc comptait quatre feux et dépendait du bailliage de Lembeye.

### Les Hospitaliers
Luc est une ancienne commanderie des Hospitaliers de l'ordre de Saint-Jean de Jérusalem dépendant de celle de Caubin et Morlaàs.

## Démographie
| 1793 | 1800 | 1806 | 1821 | 1831 |
| ---- | ---- | ---- | ---- | ---- |
| 117  | 186  | -    | 199  | 204  |

## Culture locale et patrimoine

### Patrimoine civil
On trouve à Luc une ferme, dite Espitau de Luc et construite au XVIe siècle, qui fut à l'origine une commanderie de l'ordre de Saint-Jean de Jérusalem.
La commune possède un ensemble de demeures et de fermes dont la construction s'étale du XVIIe au XIXe siècle.
Le presbytère de Luc fut, lui, édifié au début du XVIIIe siècle.

### Patrimoine religieux
L'église Saint-Blaise possède des vestiges du XIIe siècle. Elle recèle du mobilier inscrit à l'Inventaire général du patrimoine culturel.

## Pour approfondir